# Zuehl, Texas
Zuehl là một nơi ấn định cho điều tra dân số (CDP) thuộc quận Guadalupe, tiểu bang Texas, Hoa Kỳ. Năm 2010, dân số của nơi này là 376 người.

## Dân số
- Dân số năm 2000: 346 người.
- Dân số năm 2010: 376 người.